# Thalassosmittia thalassophila
Thalassosmittia thalassophila är en tvåvingeart som först beskrevs av Joseph Charles Bequaert och Maurice Emile Marie Goetghebuer 1913.  Thalassosmittia thalassophila ingår i släktet Thalassosmittia och familjen fjädermyggor. Inga underarter finns listade i Catalogue of Life.